# Amtsbezeichnungen der Bundespolizei

Logo

Die Dienst- bzw. Amtsbezeichnungen der Bundespolizei – fälschlicherweise umgangssprachlich Dienstgrade genannt – sind in Deutschland die beamtenrechtlichen Bezeichnungen von Ämtern, die ein Polizeivollzugsbeamter innehat. Beamte auf Widerruf im Vorbereitungsdienst führen stattdessen eine Dienstbezeichnung, weil ihnen noch kein Amt im statusrechtlichen Sinne übertragen wurde.
Im uniformierten Dienst sind die Dienst- und Amtsbezeichnungen durch Schulterklappen bzw. Aufschiebeschlaufen aus Stoff sichtbar (in der Regel aber nicht bei Einsatzanzügen). Sie zeigen gewöhnlich übereinander angeordnete Sterne, im Vorbereitungsdienst Litzen/Streifen oder bei der Wasserschutzpolizei Litzen/Streifen.
Der Untergrund der Schulterklappen ist blau. Sie sind zum Ende spitz zulaufend. Im Bundespolizeiamt - Amt See ist der Untergrund marineblau.
Bei der Wasserschutzpolizei werden die Abzeichen als Streifen oder Litzen bezeichnet. Sie sind immer goldfarben. Breite Litzen/Streifen sind 12 mm (gehobener Dienst), schmale Litzen/Streifen 8 mm breit (mittlerer Dienst), die Litze/Streifen auf der Schulterklappe des Leitenden Polizeidirektors ist in der Regel 30 mm breit.
Bei der deutschen Bundespolizei gibt es die nachfolgend aufgeführten Dienst- und Amtsbezeichnungen für Polizeivollzugsbeamte.
Für Amtsbezeichnungen der Polizeien der Länder (Landespolizei) Siehe Amtsbezeichnungen der deutschen Polizei.

## Polizeivollzugsdienst

### Bundespolizeiliche Unterstützungskraft (BUK)
| Dienst- bzw. Amtsbezeichnung                 | Besoldung   | Bundespolizei | Direktionsbereich Bundespolizei See |
| -------------------------------------------- | ----------- | ------------- | ----------------------------------- |
| Bundespolizeiliche Unterstützungskraft (BUK) | Angestellte |               |                                     |

### Mittlerer Dienst
| Dienst- bzw. Amtsbezeichnung                                                                | Besoldung                          | Bundespolizei | Direktionsbereich Bundespolizei See |
| ------------------------------------------------------------------------------------------- | ---------------------------------- | ------------- | ----------------------------------- |
| Polizeimeisteranwärter (PMA)                                                                | Anwärterbezüge für Eingangsamt A 7 |               |                                     |
| Polizeimeister (PM)                                                                         | A 7                                |               |                                     |
| Polizeiobermeister (POM)                                                                    | A 8                                |               |                                     |
| Polizeihauptmeister (PHM)                                                                   | A 9                                |               |                                     |
| Polizeihauptmeister mit Amtszulage (PHM die Zulage taucht in der Amtsbezeichnung nicht auf) | A 9 (mit Amtszulage)               |               |                                     |

### Gehobener Dienst
| Dienst- bzw. Amtsbezeichnung                                                                           | Besoldung                          | Bundespolizei | Direktionsbereich Bundespolizei See |
| --- | ---------------------------------- | ------------- | ----------------------------------- |
| Polizeikommissaranwärter (PKA)                                                                         | Anwärterbezüge für Eingangsamt A 9 |               |                                     |
| Polizeikommissar (PK)                                                                                  | A 9                                |               |                                     |
| Polizeioberkommissar (POK)                                                                             | A 10                               |               |                                     |
| Polizeihauptkommissar (PHK)                                                                            | A 11                               |               |                                     |
| Polizeihauptkommissar A 12 (PHK)                                                                       | A 12                               |               |                                     |
| Erster Polizeihauptkommissar (EPHK)                                                                    | A 13                               |               |                                     |
| Erster Polizeihauptkommissar mit Amtszulage (EPHK; die Zulage taucht in der Amtsbezeichnung nicht auf) | A 13g(Z)                           |               |                                     |

### Höherer Dienst
| Dienst- bzw. Amtsbezeichnung                                                                                               | Besoldung                                         | Bundespolizei | Direktionsbereich Bundespolizei See |
| --- | ------------------------------------------------- | ------------- | ----------------------------------- |
| Polizeiratanwärter (PRA)                                                                                                   | Anwärterbezüge für Eingangsamt A 13               |               |                                     |
| Polizeirat (PR) | A 13                                              |               |                                     |
| Polizeioberrat (POR) | A 14                                              |               |                                     |
| Polizeidirektor (PD) | A 15                                              |               |                                     |
| Leitender Polizeidirektor (LtdPD)                                                                                          | A 16                                              |               |                                     |
| Vizepräsident einer Bundespolizeidirektion, Direktor in der Bundespolizei (als Abteilungsleiter im Bundespolizeipräsidium) | B 3                                               |               |                                     |
| Präsident einer Bundespolizeidirektion                                                                                     | B 4                                               |               |                                     |
| Präsident einer Bundespolizeidirektion, Vizepräsident beim Bundespolizeipräsidium, Präsident der Bundespolizeiakademie     | B 6 (sofern nicht B 4); B 6 (Vizepräsident BPOLP) |               |                                     |
| Präsident des Bundespolizeipräsidiums                                                                                      | B 9                                               |               |                                     |

Ehemalige Führungspositionen bis März 2008
| Amtsbezeichnung | Besoldung | Bundespolizei |
| --- | --------- | ------------- |
| Abteilungspräsident in der Bundespolizei (Leiter der Abteilung Vollzug bei einem Bundespolizeipräsidium)                                       | B 2       |               |
| Direktor in der Bundespolizei (im Bundesministerium des Innern), Direktor der Bundespolizeiakademie, Direktor der Bundespolizeidirektion (Dir) | B 3       |               |
| Präsident eines Bundespolizeipräsidiums | B 6       |               |
| Inspekteur der Bundespolizei | B 7       |               |

### Hinweise
- Bei Aufstiegsbeamten wird dem Abzeichen bei Beginn der Aufstiegsausbildung vom mittleren in den gehobenen Dienst eine silberne Litze, vom gehobenen in den höheren Dienst eine goldene Litze zugefügt. Beim Bundespolizeiamt-See wird generell eine verkürzte breite Litze zugefügt.
- Die ehemalige „Grenzpolizeiliche Unterstützungskraft“ (GUK) bzw. die aktuelle „Bundespolizeiliche Unterstützungskraft“ (BUK) gehört nicht zur beamtenrechtlichen Laufbahn des mittleren Dienstes, weil sie nicht im Beamtenverhältnis, sondern im Angestelltenverhältnis beschäftigt ist. Soweit sie nach ihrer Vergütungsgruppe (Tätigkeit entsprechend der Tätigkeitsbeschreibung) einer entsprechenden Besoldungsgruppe des mittl. Dienstes gleichgestellt werden kann, sollte sie dem mittleren Dienst zugeordnet werden dürfen, zumal dann, wenn sie zusätzlich noch hoheitliche Funktionen ausübt.

## Sanitätsdienst in der Bundespolizei
| Dienst-/Amtsbezeichnung                                         | Besoldung                         | Bundespolizei                    | Bundespolizeiamt-See                                               |
| --------------------------------------------------------------- | --------------------------------- | -------------------------------- | ------------------------------------------------------------------ |
| Arzt in der Bundespolizei (VB)                                  | Angestellter (TVöD E 13 bis E 14) | Äskulapstab, gold                | Äskulapstab, gold                                                  |
| Medizinalrat                                                    | A 13                              | Äskulapstab, ein Stern, gold     | drei breite Litzen und Äskulapstab, gold                           |
| Medizinaloberrat                                                | A 14                              | Äskulapstab, zwei Sterne, gold   | zwei breite, eine schmale, eine breite Litze und Äskulapstab, gold |
| Medizinaldirektor                                               | A 15                              | Äskulapstab, drei Sterne, gold   | vier breite Litzen und Äskulapstab, gold                           |
| Leiter des Ärztlichen Dienstes des Bundespolizeipräsidiums (VB) | Verwaltungsbeamter                | Äskulapstab, gold mit Eichenlaub |                                                                    |

VB steht für Verwaltungsbeamter.

## Bundespolizeiorchester
Angestellte beim Bundespolizeiorchester tragen dunkelblaue Schulterstücke mit einer stilisierten goldenen Harfe (Lyra), der Leiter des Orchesters zusätzlich Eichenlaub.
Beamte im Orchester tragen die Schulterstücke, die für ihre Amtsbezeichnung vorgesehen sind.

## Hinweis zu den Amtsbezeichnungen Stabsmeister und Oberstabsmeister
Bei der Umstellung des Laufbahnsystems 1976 beim Bundesgrenzschutz blieben Stabsmeister und Oberstabsmeister als zulässige Amtsbezeichnungen weiter bestehen. Das Amt eines Stabsmeisters wurde jedoch nicht mehr verliehen, bereits ernannte Stabsmeister konnten jedoch zum Oberstabsmeister befördert werden. Diese Ämter gehörten zum mittleren Polizeivollzugsdienst. Stabsmeister, die eine Aufstiegsprüfung für den gehobenen Polizeivollzugsdienst ablegten, wurden direkt zum Polizeioberkommissar befördert, alle anderen aktiven Stabsmeister wurden zu Oberstabsmeistern befördert oder ihnen wurden Ämter des gehobenen Polizeivollzugsdienstes verliehen. Seit 2005 gibt es keine aktiven Stabsmeister mehr.